# Madagaskar-Fruchttaube
Die Madagaskar-Fruchttaube (Alectroenas madagascariensis), auch Blaue Madagaskar-Fruchttaube, Blaue Madagaskartaube, Madagaskar-Blautaube oder Rotschwänzige Blaue Fruchttaube genannt, ist eine Art der Taubenvögel. Sie kommt ausschließlich auf Madagaskar vor. Es werden keine Unterarten unterschieden.

## Erscheinungsbild
Die Madagaskar-Fruchttaube erreicht eine Körperlänge von 25 bis 28 Zentimetern und wiegt durchschnittlich 175 Gramm. Es besteht kein auffälliger Geschlechtsdimorphismus. In Gefangenschaftshaltung lässt sich das Geschlecht nur durch einen DNA-Test feststellen.
Das Gefieder der Madagaskar-Fruchttaube ist kräftig schwarzblau und silbrig grau-blau. Der Schwanz ist im Verhältnis zur Körpergröße kurz. Die äußeren zwei Schwanzfedern sind dunkel und weisen einen roten Fleck an der Spitze auf. Die übrigen Schwanzfedern sowie die Oberschwanzdecken sind kräftig blutrot. Die Iris ist grüngelb mit einem roten äußeren Ring. Das Auge ist von einem breiten, unbefiederten roten Augenring umgeben. Der Schnabel ist grünlich und hellt zur Spitze hin gelblich auf. Die Füße und Beine sind dunkelrot.
Junge Madagaskar-Fruchttauben sind grünlich blau gefärbt, ihnen fehlt zunächst jeglicher Rotanteil im Gefieder, wie es für adulte Vögel typisch ist.

## Verbreitung, Lebensraum und Verhalten
Madagaskar-Fruchttauben kommen nur im Osten von Madagaskar vor. Sie bewohnen dort ursprüngliche tropische Waldgebiete, besiedeln aber auch sekundäre immergrüne tropische Laubwälder. Die Art lebt paarweise oder in kleinen Trupps von bis zu 12 Vögeln. Es ist eine baumbewohnende Art, die sich von Früchten ernährt. Die Brutzeit fällt in den Zeitraum Juli bis März.

## Belege

### Einzelbelege
1. ↑   Burnie, S. 251
2. ↑   Pagel, Marcordes:  Exotische Weichfresser. S. 61.
3. ↑   Rösler, S. 288